# R souscrit
Le r souscrit, ◌᷊, est un signe diacritique de l’alphabet latin utilisé dans l’écriture du mongondow, du sangir et siau, et du talaud dans le graphème L r souscrit ‹ l᷊ ›.